# Albert Bushnell Johnson
Albert Bushnell Johnson (* 20. Januar 1869 in Fairton, Cumberland County, New Jersey; † 21. Februar 1941 in Sarasota, Florida) war ein US-amerikanischer Romanist und Hispanist.

## Leben und Werk
Johnson studierte an der Brown University in Providence (Abschluss 1892) und absolvierte dort auch seine Hochschullehrerlaufbahn als Instructor für Französisch und Spanisch (ab 1892),  Assistant Professor (ab 1899) und Associate Professor für Romance languages and literature (von 1903 bis 1934). 1924 weilte er zu einem Forschungsaufenthalt in Südamerika (einschließlich Brasilien).

## Werke
- (Hrsg.) Cuentos modernos, New York 1908